# Liste des sénateurs de Seine-et-Oise

## IIIeRépublique
- Charles Gilbert-Boucher de 1876 à 1886
- Léon Say de 1876 à 1889
- Ernest Feray de 1876 à 1891
- Hippolyte Maze de 1886 à 1891
- Louis Journault de 1886 à 1892
- Paul Decauville de 1890 à 1900
- Paul Maret de 1891 à 1906
- Ernest Hamel de 1892 à 1898
- Alphonse Chodron de Courcel de 1892 à 1919
- Frédéric Bonnefille de 1898 à 1909
- Louis Legrand de 1900 à 1909
- Arsène Collet en 1907
- Henri Poirson de 1907 à 1923
- Ferdinand Dreyfus de 1909 à 1915
- Émile Aimond de 1909 à 1917
- Hugues Le Roux de 1920 à 1925
- Maurice Guesnier de 1920 à 1927
- Georges Berthoulat de 1920 à 1930
- Honoré Cornudet des Chaumettes de 1924 à 1936
- Louis Amiard de 1926 à 1935
- Georges Leredu de 1927 à 1936
- Louis Muret de 1930 à 1936
- Paul Brasseau de 1936 à 1940
- Maurice Dormann de 1936 à 1940
- Gaston Henry-Haye de 1936 à 1940
- Charles Reibel de 1936 à 1940

## IVeRépublique

### Scrutin du 8 décembre 1946
| Identité                   | Parti | Parti |
| -------------------------- | ----- | ----- |
| Alain Poher                |       | MRP   |
| Serge Lefranc              |       | COM   |
| Pierre Pujol               |       | SFIO  |
| Marie Roche                |       | COM   |
| Jacqueline Thome-Patenotre |       | RGR   |

### Scrutin du 7 novembre 1948
| Identité                    | Parti | Parti |
| --------------------------- | ----- | ----- |
| Pierre Pujol                |       | SFIO  |
| Jacqueline Thome-Patenotre  |       | RGR   |
| Marie Roche                 |       | COM   |
| Antoine Demusois            |       | COM   |
| Louis Namy                  |       | COM   |
| André Diethelm              |       | RPF   |
| Gabriel Bolifraud           |       | RPF   |
| Pierre Loison               |       | RPF   |
| Xavier Pidoux de La Maduère |       | RPF   |

1. ↑  Jusqu'au 10 juillet 1951 (élection à l'Assemblée Nationale)
2. ↑  A partir du 19 juillet 1951 (en remplacement d'Antoine Demusois, élu à l'Assemblée Nationale)
3. ↑  Jusqu'au 10 juillet 1951 (élection à l'Assemblée Nationale)
4. ↑  A partir du 19 juillet 1951 (en remplacement d'André Diethelm, élu à l'Assemblée Nationale)

### Scrutin du 18 mai 1952
| Identité                    | Parti | Parti |
| --------------------------- | ----- | ----- |
| Alain Poher                 |       | MRP   |
| Antoine Boutonnat           |       | RPF   |
| Pierre Commin               |       | SFIO  |
| Roger Lachèvre              |       | RI    |
| Xavier Pidoux de La Maduère |       | RPF   |
| Jacqueline Thome-Patenotre  |       | RGR   |
| Louis Namy                  |       | COM   |

### Scrutin du 8 juin 1958
| Identité                    | Parti | Parti |
| --------------------------- | ----- | ----- |
| Louis Namy                  |       | COM   |
| Xavier Pidoux de La Maduère |       | UNR   |
| Roger Lachèvre              |       | RI    |
| Jacqueline Thome-Patenotre  |       | RGR   |
| René Boudet                 |       | SFIO  |
| Auguste Chrétienne          |       | COM   |
| Alain Poher                 |       | MRP   |

## VeRépublique
Le nombre de sénateurs pour l'ensemble du département de Seine-et-Oise était fixé à 8 élus lors de l'élection complète du Sénat du 26 avril 1959. À la suite de la réorganisation de la région parisienne, entrée en vigueur le 1er janvier 1968, le nombre de sénateurs de la Seine et de Seine-et-Oise a été porté de 30 à 39, ces sièges ayant été répartis entre les nouveaux départements. La Seine-et-Oise, de même que l'ensemble de la région parisienne, appartenait à la série C. Les sénateurs étaient élus pour un mandat de 9 ans, avec pour échéance 1968.
Comme dans tous les départements désignant au moins cinq sénateurs, l'élection avait lieu au scrutin proportionnel plurinominal.

### Mandature 1959-1968
Lors des élections sénatoriales du 26 avril 1959, la liste des gaullistes et modérés, union de l'UNR, du CNI et des Républicains modérés du RGR, conduite par Jacques Richard, obtient 1 113 sur 3 861, soit 28,8 % et remporte trois sièges (Jacques Richard, Roger Lachèvre et Jacques Soufflet). La liste MRP remporte deux sièges (Alain Poher et Adolphe Chauvin), avec 762 voix (19,7 %). La liste « Union des républicains pour l'action départementale » emmenée par Édouard Bonnefous n'emporte qu'un siège (578 voix soit 14,97 %), de même que celle des communistes (703 voix, 18,2 %) et celle de la SFIO de Pierre Métayer (13,1 %).
| Identité          | Parti | Parti |
| ----------------- | ----- | ----- |
| Pierre Métayer    |       | SFIO  |
| Aimé Bergeal      |       | SFIO  |
| Édouard Bonnefous |       | UDSR  |
| Adolphe Chauvin   |       | MRP   |
| Roger Lachèvre    |       | CNIP  |
| Louis Namy        |       | PCF   |
| Alain Poher       |       | MRP   |
| Jacques Richard   |       | UNR   |
| Pierre Prost      |       | UNR   |
| Jacques Soufflet  |       | UNR   |

1. ↑  à compter du 3 avril 1967, en remplacement de Pierre Métayer, élu député de la 3e circonscription de Seine-et-Oise lors des élections de 1967.
2. ↑  à compter du 16 mai 1967, en remplacement de Jacques Richard, élu député de la 2e circonscription de Seine-et-Oise lors des élections de 1967.

### Mandatures suivantes
À la suite de la disparition du département de Seine-et-Oise, les sièges de sénateurs ont été répartis entre les départements qui représentent la plus grande part de la superficie de la Seine-et-Oise : l'Essonne, les Yvelines et le Val-d'Oise.